# إضراب الأسرى الفلسطينيين عن الطعام (1995)
إضراب الأسرى الفلسطينيين عن الطعام عام 1995 كان إضرابًا عن الطعام لمدة 18 يومًا خاضه فلسطينيون في الحجز الإسرائيلي من 17 يونيو إلى 6 يوليو 1995.

## خلفية
وفي عام 1993، حدث تقدم كبير في عملية السلام الإسرائيلية الفلسطينية بتوقيع اتفاقية أوسلو الأولى وإطلاق محادثات السلام بموجب اتفاقيات أوسلو. وكجزء من الاتفاقيات، أطلقت الحكومة الإسرائيلية سراح عدد كبير من الفلسطينيين المحتجزين لدى إسرائيل. ومع ذلك، تم اعتقال واحتجاز المزيد من الفلسطينيين في الفترة ما بين عامي 1993 و1995. في 5 يونيو/حزيران 1995، أعلنت السلطة الفلسطينية أن القوات الإسرائيلية اعتقلت 3200 فلسطيني في الضفة الغربية منذ بداية العام. وقد ثبت أن مفاوضات السلام معقدة أيضًا، وخاصة مع استمرار الصراع في لبنان، مع قيام حزب الله بشن هجمات على إسرائيل في يونيو/حزيران 1995، واستمرار التوسع الاستيطاني الإسرائيلي في فلسطين، ومعارضة عدد من الحركات داخل إسرائيل لاتفاقيات أوسلو.

## تاريخ
في 17 يونيو 1995، بدأ 700 فلسطيني محتجزين لدى إسرائيل في سجن جنيد في نابلس إضرابًا عن الطعام مطالبين إسرائيل بالإفراج عن جميع الفلسطينيين المحتجزين لديها. وانتشر الإضراب عن الطعام بسرعة إلى سجون إسرائيلية أخرى تضم أعدادا كبيرة من الفلسطينيين. وردًا على الإضراب، أصدر الرئيس الفلسطيني ياسر عرفات بيانًا صرح فيه بأن "القضية يجب أن توضع على رأس جدول أعمال الحكومة الإسرائيلية" وأن منظمة التحرير الفلسطينية طلبت "تنفيذ ما تم الاتفاق عليه".
وفي يوم 20 يونيو/حزيران، أقيمت مظاهرة دعماً للأسرى المضربين في غزة أمام مكاتب اللجنة الدولية للصليب الأحمر، حيث ارتدى المتظاهرون السلاسل كرمز للاحتجاج. في 21 يونيو، قاد عرفات إضرابًا عن الطعام لمدة 24 ساعة تضامنًا مع السجناء. في 22 يونيو/حزيران، أصيب أربعة فلسطينيين بعد أن قام الجيش الإسرائيلي بتفريق مظاهرة بالقوة لدعم الأسرى في رام الله.
وفي 24 يونيو/حزيران، تطورت الاحتجاجات في الضفة الغربية إلى اشتباكات مع القوات الإسرائيلية، مما أدى إلى إصابة ما لا يقل عن 15 فلسطينياً. وفي اليوم التالي، اتسعت دائرة الاحتجاجات والاشتباكات، مما أسفر عن مقتل طالبين فلسطينيين من جامعة النجاح الوطنية برصاص القوات الإسرائيلية في نابلس، وإصابة 50 آخرين. وفي وقت لاحق من ذلك اليوم، وبعد محادثات مع عرفات، أعلن وزير الخارجية الإسرائيلي شمعون بيريز أنه سيتم إطلاق سراح 10 سجينات على الفور، وصرح وزير الشرطة موشيه شاحال بأن الحكومة الإسرائيلية ستحاول إطلاق سراح السجناء "الذين لم تلطخ أيديهم بالدماء" والذين أكملوا معظم عقوبتهم. استمرت المظاهرات واسعة النطاق في 26 يونيو، مع إعلان الإضراب العام في جميع أنحاء الضفة الغربية. وفي ذلك اليوم أيضًا، حاولت مصلحة السجون الإسرائيلية فض إضراب بين السجناء الفلسطينيين في سجن بئر السبع، مما أدى إلى نقل ستة سجناء إلى المستشفى بعد أن ألقى ضباط السجن الغاز المسيل للدموع داخل الزنازين.
في 28 يونيو، أعلن السياسي في منظمة التحرير الفلسطينية فيصل الحسيني أنه سينضم إلى الإضراب، وقال في بيان: "أنا واحد من الأشخاص الذين دفعوا عملية السلام هذه إلى الأمام ولدي شعور بأن ما فعلته وشراكتي في عملية السلام تسبب معاناة للفلسطينيين في السجن". في 30 يونيو، عقد وزير التخطيط في السلطة الفلسطينية نبيل شعث اجتماعًا مع مسؤولين إسرائيليين بشأن إطلاق سراح السجناء، دون التوصل إلى أي اتفاق. وفي اليوم التالي، اشتبكت القوات الإسرائيلية مع المتظاهرين في الأراضي الفلسطينية المؤيدين لإطلاق سراح السجناء، مما أدى إلى إصابة 150 فلسطينيًا ومقتل شخص واحد.
في الرابع من يوليو، أعلن المفاوضون في اتفاقيات أوسلو أن الاتفاقيات ستتضمن إطلاق سراح تدريجي للسجناء الفلسطينيين، تحت إشراف الحكومة الإسرائيلية. وفي 5 يوليو/تموز، أقيمت مسيرة نسائية في رام الله للمطالبة بالإفراج عن السجناء.
في 6 يوليو، وافق السجناء على إنهاء الإضراب عن الطعام.

## ردود الفعل
ووصف رئيس الوزراء الإسرائيلي إسحاق رابين الإضراب عن الطعام بأنه "اللحظة الأكثر حساسية" في العلاقات الإسرائيلية الفلسطينية منذ توقيع اتفاقية أوسلو الأولى.

## العواقب
في نوفمبر 1995، اغتيل رئيس الوزراء الإسرائيلي إسحاق رابين على يد القومي الإسرائيلي المتطرف ييجال عامير، الذي عارض عملية اتفاقيات أوسلو.